# 無敵のOnly You
「無敵のOnly You」（むてきのオンリー・ユー）は、CoCoの7枚目のシングル。1991年7月31日にポニーキャニオンから発売された。

## 解説
「無敵のOnly You」は『太陽石油』のCMソング、「キミがくれた宝石（ジュエル）」は『明星』創刊40周年記念募集歌。
歌い出しでは「あなたの瞳はちょっとFuzzyすぎる」と、当時家電製品の機能等で流行した「ファジー」（一般的には曖昧という意味合いで使われていた）という言葉が登場する。

## 収録曲
（全編曲：有賀啓雄）
1. 無敵のOnly You [3:28]
作詞：及川眠子／作曲：羽田一郎
2. キミがくれた宝石 [4:27]
作詞：米津里枝子／補作詞：及川眠子／作曲：朝倉紀幸
3. 無敵のOnly You（オリジナル・カラオケ）